# Pure White Live '94
『Pure White Live '94』（ピュア・ホワイト・ライブ・ナインティー・フォー）は、中山美穂のライブ・アルバム。1994年11月23日にキングレコードより発売された。

## 解説
- 帯コピー：中山美穂8年振りのライブCD!!
- 1994年6月17日から8月30日まで全国38か所で開催された「Miho Nakayama Concert Tour '94 "Pure White"」の、中野サンプラザ公演（8月26日、27日）を収録したライブ・アルバム。
- ライブ・アルバムの発売は『VIRGIN FLIGHT '86 中山美穂ファースト・コンサート』以来、8年振り2作目である。
- 毎年ライブビデオの発売が恒例になっていたが、同年のライブはCDのみの発売であった。
- コンサートのみで披露されていた「ヨッシャ!」は、それまでライブビデオには収録されていたが、CD化は本作が初である（スタジオ録音版は存在しない）。
- 初回限定盤には、同年9月10日に東京ベイNKホールで行われた同ツアーの追加公演「Special Pure White」のみで披露された「シングルメドレー」がボーナストラックとして収録されているほか、豪華ブックケース仕様でライブ写真集が付属されている。この「シングルメドレー」は、翌年フジテレビ系『HEY!HEY!HEY! MUSIC CHAMP』に出演した際にも披露された。メドレーの最後で言っている「もう終わりかもしんまい」は、当時出演していたコンビニエンスストア、ローソンのおにぎりのCMで使われていた台詞「○○かもしんまい（新米）」に掛けている。
- 2006年3月1日に発売されたCD-BOX『Complete SINGLES BOX』には特典として、東京ベイNKホールでの追加公演を収録したDVDが収納され、初の映像化となったものの、収録曲は「Sea Paradise -OLの反乱-」「世界中の誰よりきっと」「シングルメドレー」のみであった。
- アートワークはサカグチケン

## 収録曲

### 限定版
1. プロローグ
2. Panorama
  - 作詞・作曲: 中山美穂、編曲: KNACK
3. Blue Stone
  - 作詞: 中山美穂、作曲: Jeff Pfeifer・Rob Pfeifer、編曲: KNACK
4. いたずらに まねしたり…
  - 作詞: Chara・中山美穂、作曲: Chara、編曲: KNACK
5. 世界中の誰よりきっと
  - 作詞: 上杉昇・中山美穂、作曲: 織田哲郎、編曲: KNACK
6. MC
7. Sea Paradise -OLの反乱-
  - 作詞: 中山美穂、作曲: KNACK、編曲: KNACK
8. MC
9. あなたを宇宙（そら）へ届けたい
  - 作詞: 中山美穂、作曲・編曲: KANCK
10. ふったりのphotograph
  - 作詞: 中山美穂、作曲・編曲: KNACK
11. ただ泣きたくなるの
  - 作詞: 国分友里恵・中山美穂、作曲: 岩本正樹、編曲: KNACK
12. ヨッシャ!
  - 作詞: 一咲、作曲: 井上ヨシマサ、編曲: KNACK
13. Pure White
  - 作詞: 中山美穂、作曲・編曲: KNACK
14. エピローグ
15. ボーナストラック シングルメドレー
（曲目に記述にはないが「Rosa」「愛してるっていわない!」を間奏として演奏のみで、また「Witches」曲中で「人魚姫 mermaid」をワンフレーズだけ歌唱している）
  - ツイてるねノッてるね
  - 「C」
  - WAKU WAKUさせて
  - 色・ホワイトブレンド
  - BE-BOP-HIGHSCHOOL
  - クローズ・アップ
  - Witches
  - 遠い街のどこかで…
  - 女神たちの冒険
  - You're My Only Shinin' Star
  - CATCH ME
  - 「派手!!!」

### 通常版
1. Panorama
  - 作詞・作曲: 中山美穂、編曲: KNACK
2. Blue Stone
  - 作詞: 中山美穂、作曲: Jeff Pfeifer・Rob Pfeifer、編曲: KNACK
3. いたずらに まねしたり…
  - 作詞: Chara・中山美穂、作曲: Chara、編曲: KNACK
4. 世界中の誰よりきっと
  - 作詞: 上杉昇・中山美穂、作曲: 織田哲郎、編曲: KNACK
5. MC
6. Sea Paradise -OLの反乱-
  - 作詞: 中山美穂、作曲: KNACK、編曲: KNACK
7. MC
8. あなたを宇宙（そら）へ届けたい
  - 作詞: 中山美穂、作曲・編曲: KANCK
9. ふったりのphotograph
  - 作詞: 中山美穂、作曲・編曲: KNACK
10. ただ泣きたくなるの
  - 作詞: 国分友里恵・中山美穂、作曲: 岩本正樹、編曲: KNACK
11. ヨッシャ!
  - 作詞: 一咲、作曲: 井上ヨシマサ、編曲: KNACK
12. Pure White
  - 作詞: 中山美穂、作曲・編曲: KNACK

## 再発盤
- 2015年10月14日 - CD（廉価盤 KICS-3285／通常盤ジャケットにて初回限定盤の収録曲）
  - 2015年リマスタリング仕様で「30th Anniversary Original Album Collection」として、これまでにリリースしたアルバムのうち25作品を同日再発売。[1]